# Thomas Baret
Thomas Baret (falecido em 1396) foi um membro do parlamento inglês.
Ele foi um membro (MP) do Parlamento da Inglaterra por Oxford em setembro de 1388.